# Булгаков, Данила Анатольевич
Данила Анатольевич Булгаков (фин. Danila Bulgakov; род. 20 января 2005 года в Торнио, Финляндия) — финский и российский футболист, нападающий клуба «Ильвес», на правах аренды выступающий за клуб «Хака».

## Клубная карьера
Данила является воспитанником «ТП-47» из родного Торнио. В 15-летнем возрасте он дебютировал за этот клуб в Кольмонен — четвёртом финском дивизионе, приняв участие в 2 матчах сезона-2020. В 2021 году нападающий присоединился к юношеской команде «Оулу». В 2023 году он был переведён в резервную команду «ОЛС», выступавшую в третьем финском дивизионе (Какконен). Он внёс свой вклад в выигрыш группы C, забив 11 голов в 18 матчах турнира. В том же году состоялся дебют Данилы за главную команду «Оулу» в чемпионате Финляндии: 27 августа он заменил Расмуса Карьялайнена на 84-й минуте встречи с «ХИК». В сезоне-2023 нападающий также сыграл в 2 матчах чемпионской группы, а также 2 играх плей-офф за выход в Лигу Европы. 
В 2024 году Данила перебрался в «Ильвес». В сезоне-2024 он провёл 6 матчей в высшем финском дивизионе.

## Международная карьера
В 2019 и 2023 годах Данила представлял Финляндию на юношеском уровне, отыграв в сумме 14 встреч и отметившись 1 забитым мячом. В составе юношеской сборной Финляндии (до 18 лет) он принимал участие на победном для его команды Балтийском кубке 2023 года. С 2024 года Данила является членом молодёжной сборной Финляндии, на его счету 2 сыгранных матча.

## Достижения
«ОЛС»
- Победитель Какконен (группа C) (1): 2023

 Финляндия (до 18)
- Обладатель Балтийского кубка (1): 2023

## Личная жизнь
Данила является сыном бывшего российского футболиста Анатолия Булгакова, сыгравшего свыше 300 матчей за финский «ТП-47».